# مارسونا
مارسونا (به فرانسوی: Marsonnas) یک کمون در فرانسه است که در دپارتمان ان واقع شده‌است.

## خصوصیات
مارسونا ۱۸٫۳۸ کیلومترمربع مساحت و ۹۳۷ نفر جمعیت دارد.